# Tieke de l'illa del Sud
El tieke de l'illa del Sud (Philesturnus carunculatus) és una espècie d'ocell de la família dels cal·leids (Bernièrids).

## Hàbitat i distribució
Habitava boscos de l'illa del Sud a Nova Zelanda. Sobreviu a petites illes on han estat traslladades algunes poblacions.